# Landkommissariat Frankenthal

Das Landkommissariat Frankenthal in der Pfalz 1818–1862

Das Landkommissariat Frankenthal (amtlich: Land-Commissariat Frankenthal) war einer von zwölf Verwaltungsbezirken im bayerischen Rheinkreis (1837 in „Kreis Pfalz“ umbenannt), der ab 1818 bestand und 1862 in Bezirksamt Frankenthal umbenannt wurde. Das Verwaltungsgebiet lag in den heutigen Landkreisen Bad Dürkheim und Rhein-Pfalz-Kreis sowie auf dem Gebiet der kreisfreien Städte Frankenthal (Pfalz) und Ludwigshafen am Rhein in Rheinland-Pfalz, der namensgebende Verwaltungssitz war in Frankenthal.

## Kantone und Gemeinden
Das Landkommissariat Frankenthal gliederte sich in die Kantone Frankenthal und Grünstadt und umfasste 44 Gemeinden (alle Orte in der amtlichen Schreibweise von 1817):

### Kanton Frankenthal
| - Beindersheim - Bobenheim am Rhein - Edigheim - Eppstein - Flomersheim - Frankenthal | - Gerolsheim - Groß-Niedesheim - Heßheim - Heuchelheim - Klein-Niedesheim - Lambsheim | - Mörsch - Oppau - Roxheim - Studernheim |

### Kanton Grünstadt
| - Albsheim - Alt-Leiningen - Asselheim - Battenberg - Bissersheim - Carlsberg - Colgenstein und Heidesheim - Dirmstein - Ebertsheim - Groß-Bockenheim | - Groß-Karlenbach - Grünstadt - Hertlingshausen - Hettenheim und Leidelheim - Kindernheim - Kirchheim an der Eck - Klein-Bockenheim - Klein-Karlenbach - Laumersheim - Mertesheim | - Mühlheim - Neu-Leiningen - Ober-Sülzen - Obrigheim - Quirnheim - Sausenheim - Tiefenthal - Wattenheim |

## Geschichte

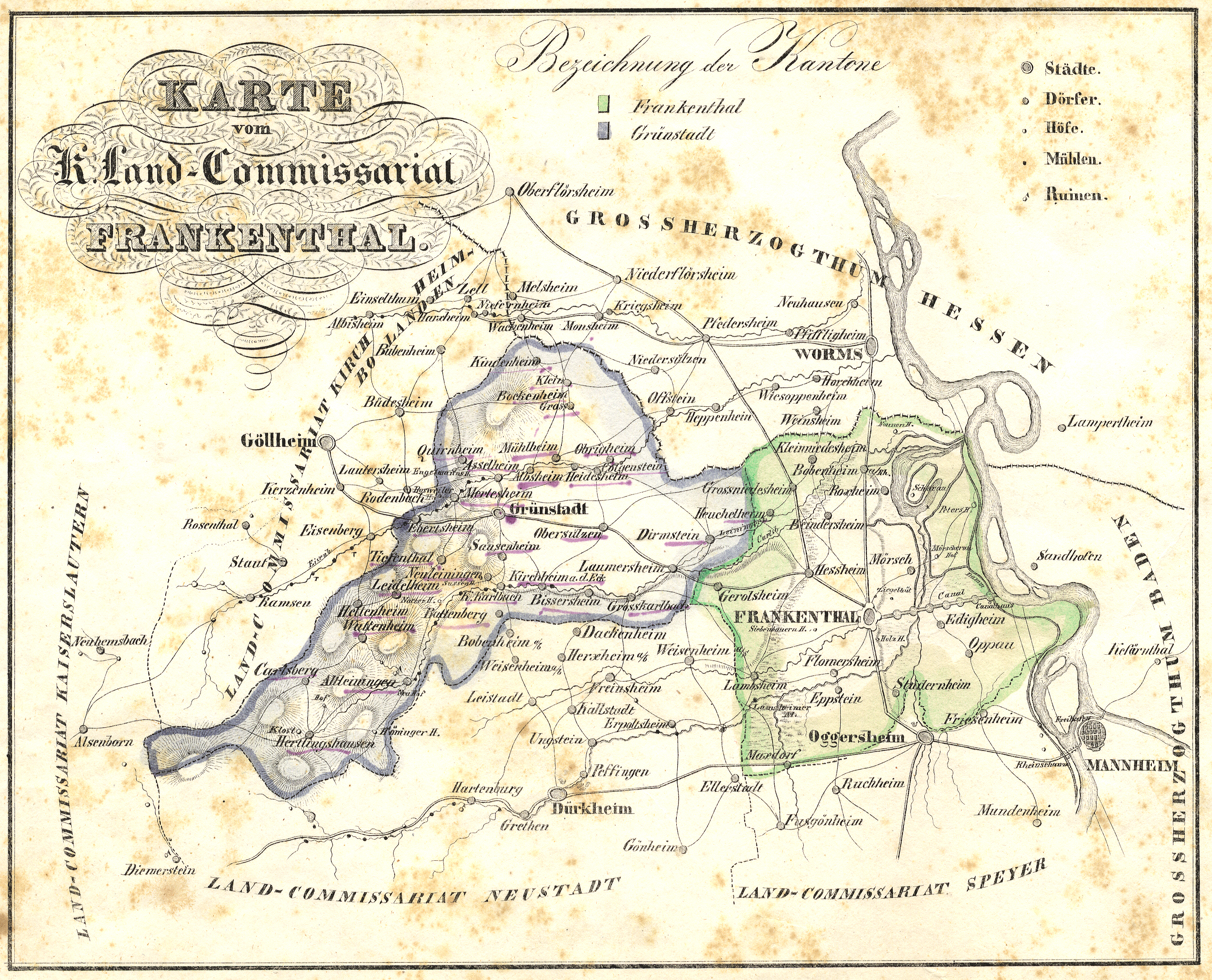
Landkommissariat Frankenthal 1875

Der bayerische König Maximilian Joseph I. hatte am 30. April 1816 das Gebiet des später eingerichteten Rheinkreises aufgrund eines Tauschvertrages mit dem österreichischen Kaiser Franz I. förmlich in Besitz genommen.
Aus der sogenannten Franzosenzeit hatte Bayern in der Pfalz zunächst die seit 1798 entstandene Verwaltungsstruktur im Wesentlichen übernommen. Der neu entstandene Rheinkreis war in vier „Kreisdirektionen“, später auch „Bezirksdirektionen“ genannt, eingeteilt. Die nachgeordneten Verwaltungsebenen Kantone und Bürgermeistereien, abgesehen von geringfügigen Gebietsanpassungen, blieben bestehen.
Das Gebiet des Landkommissariats Frankenthal gehörte bis 1814 zum Departement Donnersberg. Nach der Inbesitznahme durch Bayern und der Einrichtung der Kreisdirektionen gehörte das Gebiet zur Kreisdirektion Frankenthal.
Mit Wirkung vom 1. April 1818 wurden die Distrikte der bisherigen vier „Bezirks-Directionen“ des Rheinkreises in zwölf „Land-Commissariate“ neu aufgeteilt. Der Aufgabenbereich und die Zuständigkeiten änderten sich nicht. Zum „Land-Commissär“ wurde Joseph Wilhelm Karsch bestimmt, der bis dahin „Bezirks-Director“ zu Frankenthal war. Dem Landkommissar standen ein Aktuar, zwei Schreiber und ein Bote zur Verfügung, für Gehälter und Bürokosten waren 3900 Gulden pro Jahr veranschlagt.
Zum 1. Juli 1862 erhielten die Landkommissariate in der Pfalz die Benennung „Bezirksämter“, aus denen 1938 die Landkreise entstanden, aus dem Bezirksamt Frankenthal (ohne die 1920 ausgegliederte Stadt Frankenthal) also der bis 1969 bestehende Landkreis Frankenthal (Pfalz).